# Villa Lions Football Club
Maillots
Le Villa Lions Football Club est un club antiguais de football basé à Saint John's. 

## Palmarès
- Championnat d'Antigua-et-Barbuda (2) :
  - Champion : 1984 et 1986.